# 7 січня
7 січня — 7-й день року в григоріанському календарі. До кінця року залишається 358 днів (359 дні — у високосні роки).

## Свята і пам'ятні дні

### Національні
- Італія: День прапора.
- Камбоджа: День Перемоги над геноцидом.

### Релігійні

#### Західне християнство
- Пам'ять святих Карла Сецційського[en], Кнуда Лаварда, Лукіана Антіохійського, Раймонда Пеньяфортського[en] та Фелікса і Януара[en].

#### Східне християнство
- Післясвято Богоявлення;
- Собор Предтечі та Хрестителя Господнього Івана[1];
- День поминання мертвих (Вірменська церква).

## Іменини
✝  Католицькі: Карл, Кнуд, Лукіан, Раймонд, Фелікс, Януар.
✙ Православні: Іван.

## Події

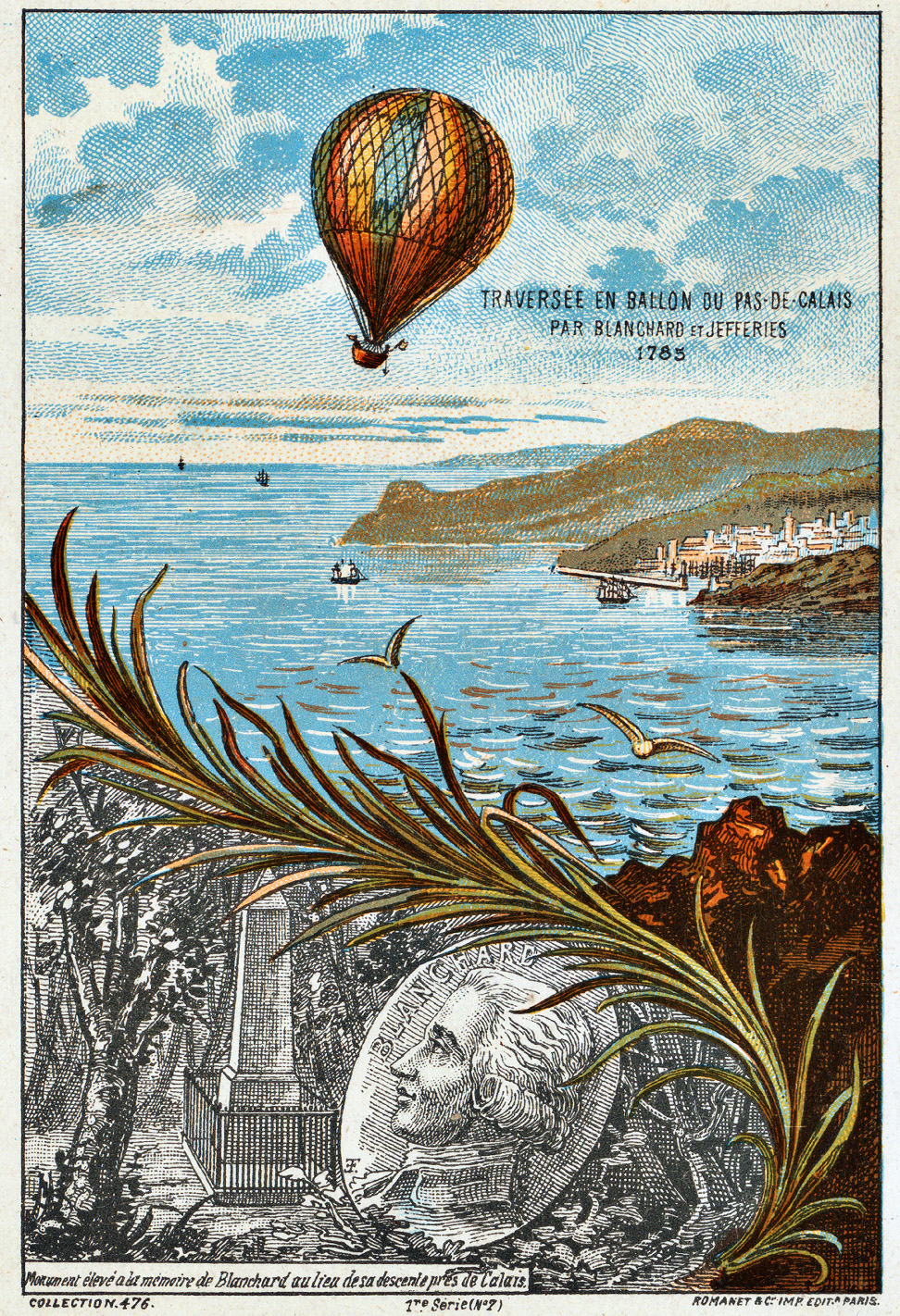
Повітряна куля перетинає Ла-Манш, 1785

- 1558 — французи зайняли Кале, останнє континентальне володіння Королівства Англія у Франції.
- 1610 — через телескоп Падуанського університету Галілео Галілей вперше спостерігав чотири найбільших супутники Юпітера.
- 1714 — британець Генрі Мілль запатентував друкарську машинку (яка ніколи не була прийнята до виробництва).
- 1769 — під час російсько-турецької війни (1768–1774) розпочався військовий похід кримського хана Кирим Ґерая проти Росії[2].
- 1782 — у Філадельфії відкрився перший американський комерційний банк, Банк Північної Америки, що слугував першим де-факто центральним банком США.
- 1785 — француз Жан-П'єр Бланшар і американець Джон Джеффріс на повітряній кулі перелетіли з британського Дувра до французького Кале.
- 1797 — Циспаданська республіка (Реджо-Емілія) вперше використала італійський триколор як національний прапор.
- 1839 — день народження фотографії. Франсуа Араго під час засідання Французької академії наук детально розповів перший в історії людства оптико-хімічний спосіб отримання зображення.
- 1887 — американець Томас Стівенс із Сан-Франциско завершив першу навколосвітню подорож на велосипеді. Почавши мандрівку у квітні 1884 року, відчайдух проїхав 13 500 миль.
- 1919 — після переходу влади від Директорії до червоноармійських загонів в Житомирі та навколишніх містечках почалися єврейські погроми, що тривали тиждень.
- 1924 — в Одеській окрузі під час різдвяних торгів відбулися єврейські погроми, які проходили під антирадянськими і антисемітськими гаслами, що перекинулися і на Ольвіополь.
- 1927 — зроблений перший трансатлантичний телефонний дзвінок з Нью-Йорка у Лондон.
- 1929 — у Нью-Йорку молоко вперше у світі почали продавати в картонних пакетах.
- 1929 — вийшов друком один із перших пригодницьких коміксів — «Тарзан».
- 1940 — битва на Раатській дорозі: 9-та фінська дивізія розгромила переважні сили червоноармійців.
- 1949 — університет Південної Каліфорнії в Лос-Анджелесі оголосив про одержання першої фотографії генів.
- 1949 — офіційно ліквідовано концтабір у Явожні, започаткований ухвалою Політбюро ЦК ПОРП, як транзитний табір для українців запідозрених у зв'язках з ОУН та УПА, і створений на базі філії німецького концтабору Аушвіц, який перепрофілювали у «табір праці». У 1947—1949 рр. в концтаборі померло або закатовано понад 160 українців.
- 1953 — президент США Гаррі Трумен оголосив про наявність у Сполучених Штатів водневої бомби.
- 1979 — вторгнення в'єтнамських військ скинуло режим червоних кхмерів у Камбоджі та припинило організований останніми геноцид.
- 1980 — Індіра Ганді знов стає прем'єр-міністром Індії.
- 1989 — наслідний принц Японії Акіхіто проголошений новим імператором. В Японії настала нова ера Хейсей.
- 1992 — Португалія визнала незалежність України.
- 1992 — телефонна компанія AT&T випустила перший відеотелефон. Він коштував 1499 доларів.
- 1995 — в Сімферополі створено Асоціацію кримськотатарських лікарів[3].
- 1999 — у Сенаті США почалися слухання щодо імпічменту президента Білла Клінтона, якого звинуватили у брехні під присягою про стосунки з Монікою Левінскі.
- 2015 — теракт у Парижі: двоє озброєних ісламських терористів в масках напали на редакцію сатиричного журналу «Charlie Ebdo» і вбили 12 осіб. Наступного дня їх спільники знову вбили невинних. Тільки через два дні терористи були оточені загонами поліції і застрелені під час штурму.

## Народились

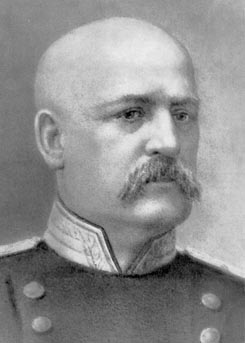
Микола Аркас

Дивись також Категорія:Народились 7 січня
- 1502 — Григорій XIII, Папа Римський, який запровадив у всіх католицьких країнах григоріанський календар.
- 1800 — Міллард Філлмор, 13 президент США (1850—1853).
- 1827 — Сендфорд Флемінг, канадський інженер шотландського походження, винахідник.
- 1834 — Філіпп Рейс, німецький фізик, винахідник телефону.
- 1847 — Олександр Карпінський, геолог.
- 1853 — Микола Аркас, український культурно-освітній діяч, письменник, композитор, історик.
- 1858 — Еліезер Бен-Єгуда (Лейзер-Іцхок Перельман), єврейський філолог, лінгвіст, громадський діяч.
- 1871 — Еміль Борель, французький математик.
- 1889 — Михайло-Лев Рудницький, український літературний критик, літературознавець, письменник, поет, перекладач, поліглот, дійсний член НТШ, професор і декан філологічного факультету Львівського університету, звинувачений у «націоналізмі» (1947).
- 1899 — Франсіс Пуленк, французький композитор.
- 1909 — Степан Щурат, український учений-літературознавець, переслідуваний в часі погрому наукових установ України на початку 1970-х, франкознавець, видавець першого українського журналу для фотографів.
- 1910 — Гліб Лозино-Лозинський, український і російський конструктор авіаційних і космічних двигунів (його день народження традиційно відзначають «за старим стилем» — 25 грудня).
- 1925 — Джеральд Даррел, англійський натураліст і письменник.
- 1928 — Яків Лапинський, радянський, український композитор, педагог.
- 1928 — Антон Муха, український композитор, музикознавець.
- 1930 — Володимир Денисенко, український кінорежисер і сценарист. Чоловік Наталії Наум. Батько Тараса та Олександра Денисенків.
- 1942 — Василь Алексєєв, радянський важкоатлет, 79-разовий рекордсмен світу.
- 1945 — Юхим Гусар, український письменник, журналіст, лауреат літературно-мистецьких премій імені Івана Бажанського, Григорія Шабашкевича, Сидора Воробкевича, Олекси Романця.
- 1947 — Ельзара Асанова, артистка балету, педагог[3].
- 1963 — Клінт Манселл, англійський музикант і композитор, автор саундтреків.
- 1964 — Ніколас Кейдж (Ніколас Коппола), американський кіноактор («Найкращі часи», «Скеля», «Поцілунок вампіра», «Викрасти за 60 секунд», «Наввипередки з Місяцем»), режисер, продюсер.
- 1965 — Людмила Супрун, українська політична діячка.
- 1967 — Ірфан Хан, індійський актор («Мільйонер із нетрів», «Життя Пі»).
- 1966 — Коррі Сандерс, південноафриканський боксер-професіонал, який виступав у важкій ваговій категорії.
- 1972 — Дональд Брашир, американський хокеїст.
- 1985 — Льюїс Гамільтон, британський автогонщик, семиразовий чемпіон Формули-1.

## Померли

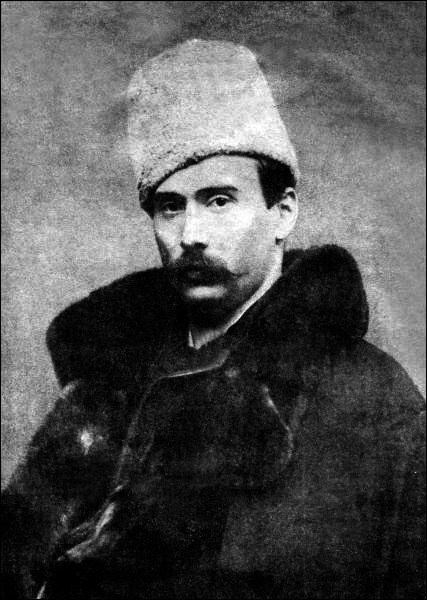
М. Садовський.

Дивись також Категорія:Померли 7 січня
- 1325 — Дініш, король Португалії.
- 1830 — Томас Лоуренс, англійський художник-портретист.
- 1933 — Микола Садовський, український актор і режисер. Брат Івана Карпенка-Карого, Панаса Саксаганського й Марії Садовської-Барілотті.
- 1943 — Нікола Тесла, сербський та американський винахідник і фізик. Теслі належать винаходи змінного струму, поліфазової системи та електродвигуна зі змінним струмом.
- 1945 — Александр Стірлінг Колдер, американський скульптор і педагог. Син скульптора Александра Мілна Колдера, батько скульптора Александра (Сенді) Колдера. Найбільш відомі твори: статуя Джорджа Вашингтона на арці на Вашингтон-сквер в Нью-Йорку, меморіальний фонтан Свона в Філадельфії і меморіал Лейфа Ерікссона в Рейк'явіку, Ісландія.
- 1989 — Сьова Тенно Хірохіто, 124-й японський монарх. Хірохіто керував Японією в період найтрагічніших подій XX століття — при ньому країна стала одним з ініціаторів ІІ Світової війни.
- 1998 — Владимир Прелог, хорватсько-швейцарський хімік-органік, спільно з Джоном Корнфортом був удостоєний Нобелівської премії з хімії (1975).
- 2011 — Михайлина Коцюбинська, українська філологиня та літературознавиця, активна учасниця руху шістдесятників.
- 2021 — Маріон Ремсі, американська акторка та співачка.